# Полігнот (вазописець)
Полігнот — давньогрецький вазописець з Афін, один з найталановитіших представників червонофігурного вазопису доби високої класики.
Вважається учнем анонімного Вазописця Ніобіди, спеціалізувався на монументальних вазах, дещо наслідував стиль художника Полігнота з острова Тасос. Деякі дослідники вважають, що захоплюючись талантом художника Полігнота, цей вазописець підписував свої роботи ім'ям Полігнота.
Серед робіт Полігнота здебільшого вази великих форм — як стамноси, кратери, гідрії, плічні амфори, серед яких ноланські, та пеліки. У Московському музеї імені Пушкіна зберігається Амфора Полігнота «Еос і Ахілл». Окрім цих робіт існують дві вази, також підписані ім'ям Полігнота, проте вони належать авторству анонімних майстрів — Вазописцю Льюіса та Вазописцю Навсікаа.

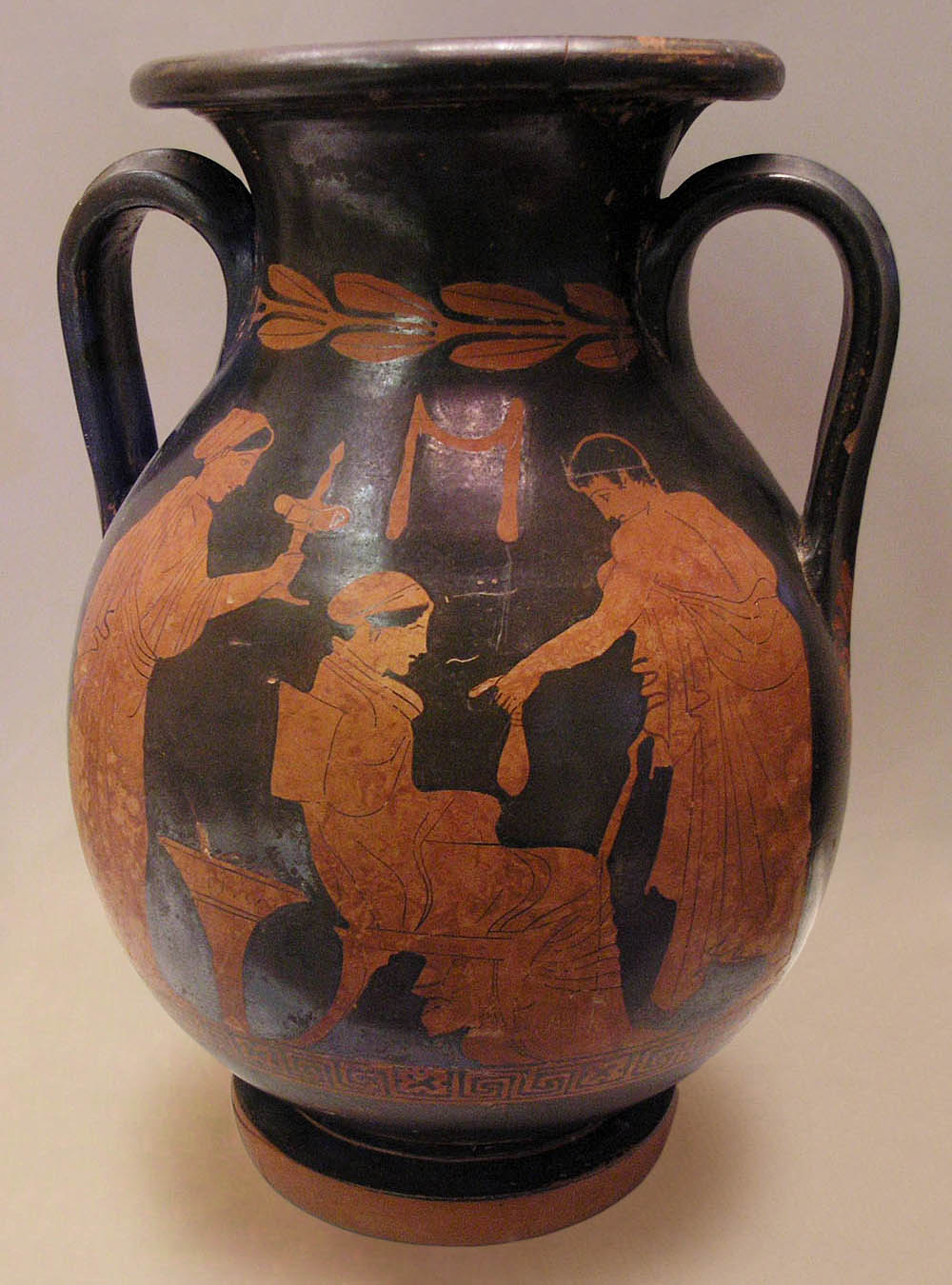
НАМА 1441: пеліка Полігнота Юнак із гетерою
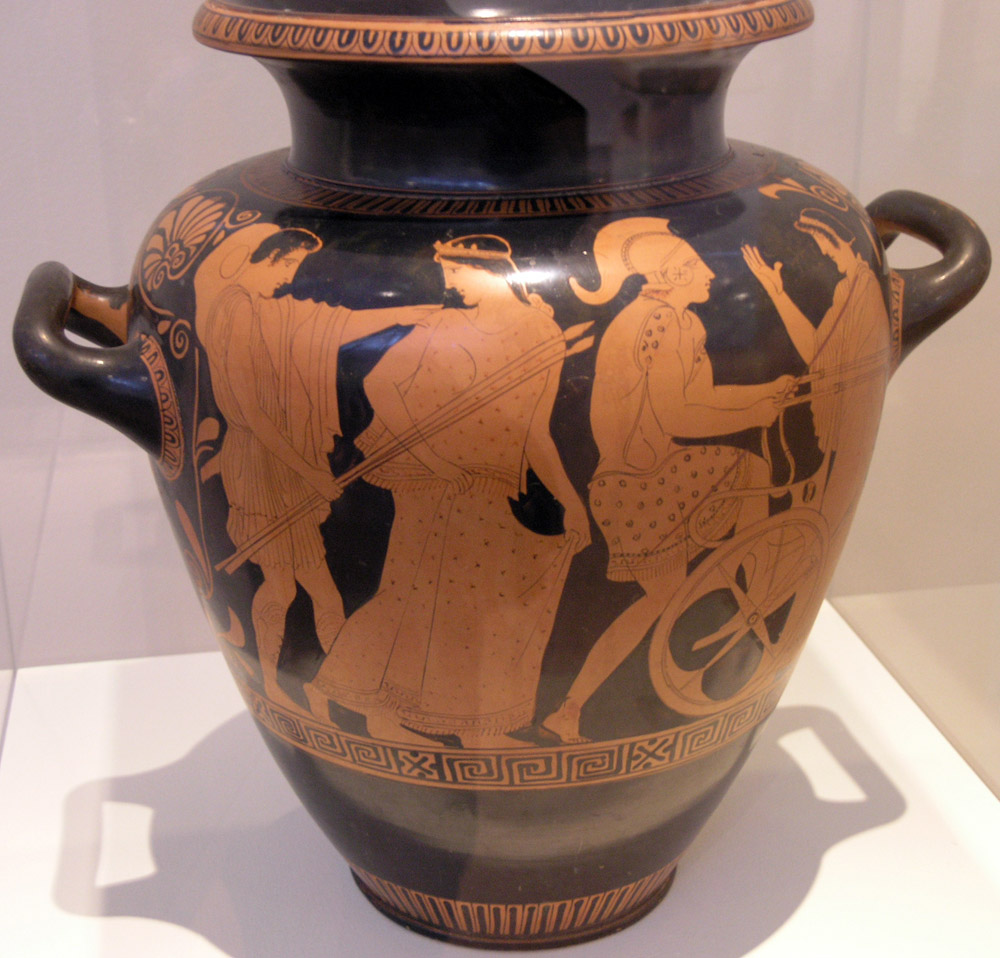
НАМА 18063: стамнос Полігнота Викрадення Єлени Тесеєм
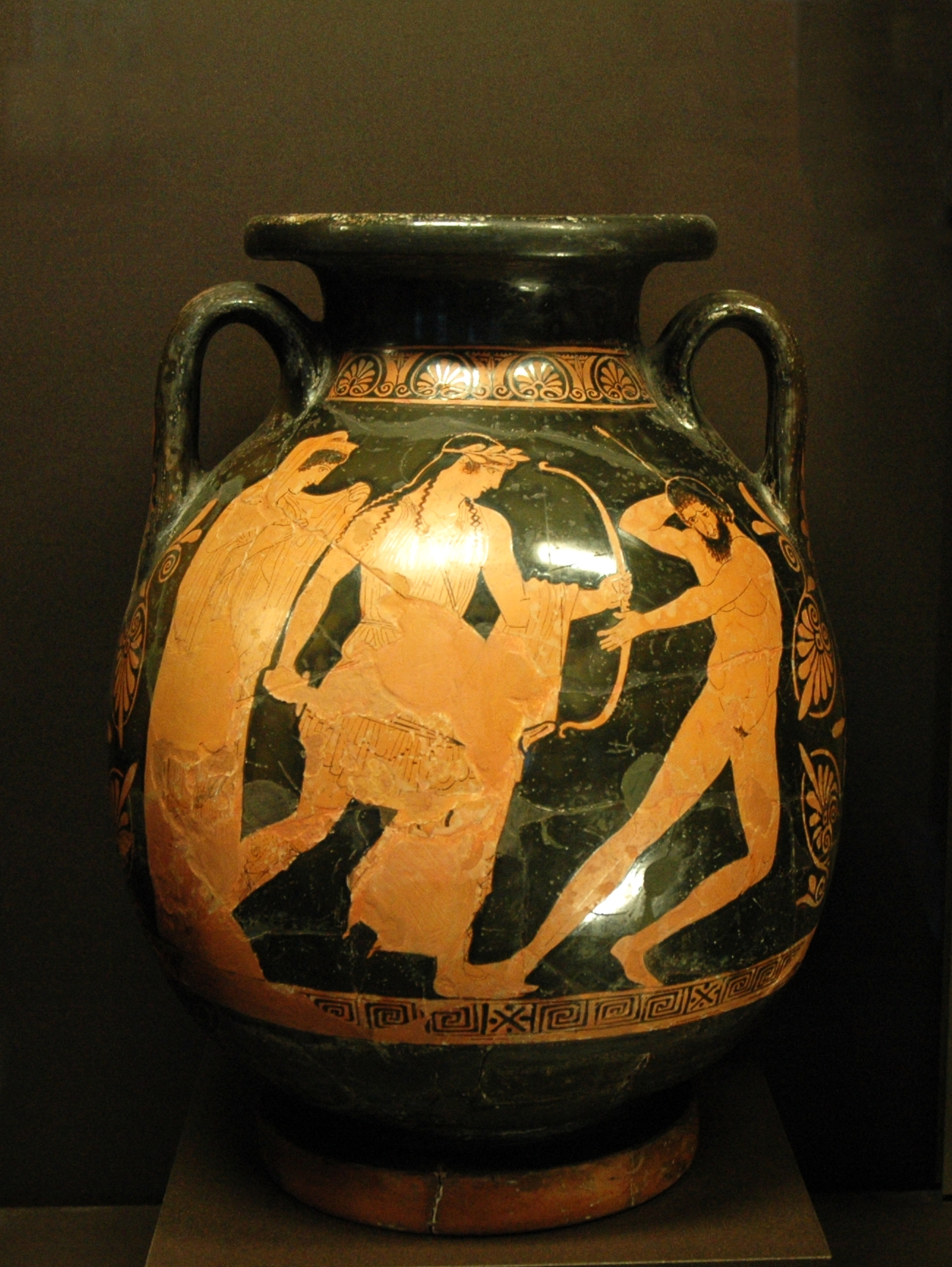
Лувр G 375: пеліка Полігнота Аполлон та Тітій